# قيادة القاذفات التابعة لسلاح الجو الملكي
 سيطرت قيادة القوات الجوية لسلاح الجو الملكي على القوات الانتحارية التابعة لسلاح الجو الملكي في الفترة من 1936 إلى 1968. جنبا إلى جنب مع القوات الجوية للجيش الأمريكي، لعبت دور مركزي في القصف الاستراتيجي لألمانيا في الحرب العالمية الثانية. من عام 1942 فصاعدًا، أصبحت حملة القصف البريطانية ضد ألمانيا أقل تقييدًا واستهدفت بشكل متزايد المواقع الصناعية وقاعدة القوى العاملة المدنية الأساسية لإنتاج الحرب الألمانية. في المجموع تم نقل 364،514 طلعة جوية، وإسقاط 1،030،500 طن من القنابل وفقد 8،325 طائرة أثناء العمل. كما تعرضت طواقم قيادة القاذفات لمعدل مرتفع من الضحايا: قتل 55،573 من إجمالي 125،000 من أطقم الطائرات، وهو معدل وفاة 44.4٪. وأصيب 8403 رجال آخرون بجروح في العمليات، وأصبح 9838 أسير حرب.
وقفت قاذفة القنابل في ذروة قوتها العسكرية بعد الحرب في الستينيات ، وقاذفات القنابل V التي تحمل الرادع النووي للمملكة المتحدة وقوة تكميلية للقاذفات الخفيفة كانبيرا.
في أغسطس 2006، تم الكشف عن نصب تذكاري في كاتدرائية لينكولن. كشفت الملكة اليزابيث الثانية عن نصب تذكاري في جرين بارك في لندن في 28 يونيو 2012 لتسليط الضوء على السعر الذي دفعته أطقم الطائرات.